# Chronologie de Besançon
Pour des articles plus généraux, voir Histoire de Besançon et Besançon.

Blason de Besançon.

Cette chronologie de Besançon liste les événements historiques de la ville de Besançon, située en France dans le département du Doubs en région Bourgogne-Franche-Comté.

## Préhistoire
- Les premières traces de passage de tribus de chasseurs préhistoriques remontent à 50 200 ans (silex, campements, caverne…).

## Protohistoire

### Période celtique et gauloise

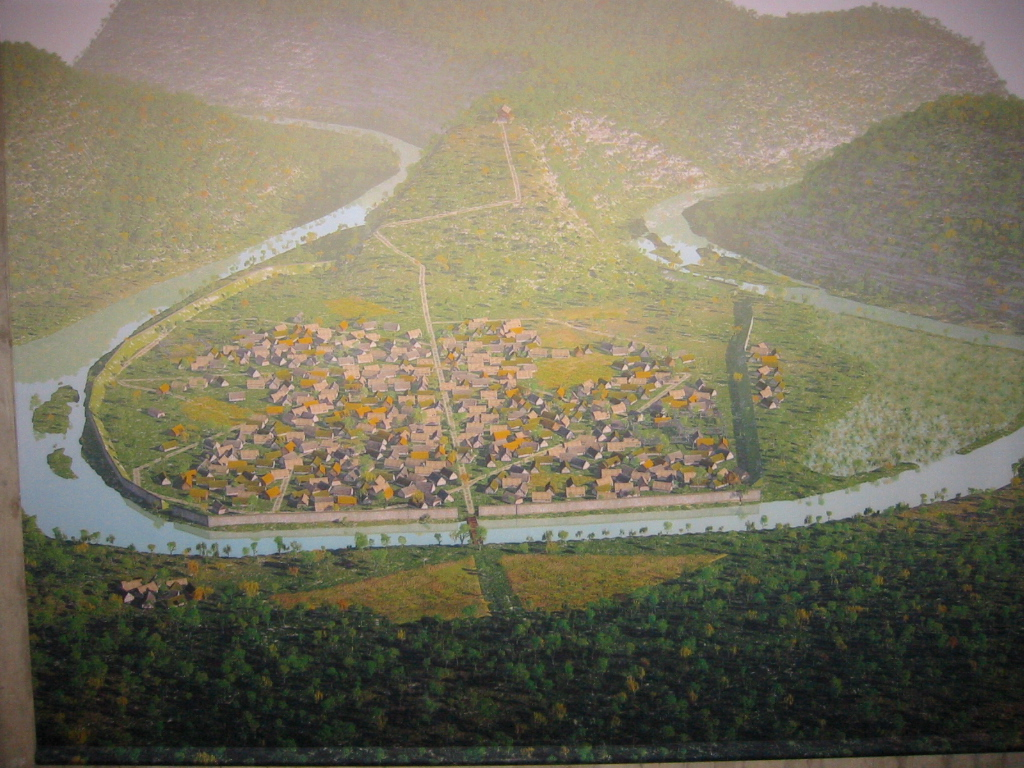
Besançon gauloise

- Le premier village sédentaire pré celtique et celtique date de 5000 av. J.-C.. Besançon porte alors le nom de Vesontio et le mont Saint-Étienne qui la surplombe, est nommé mont Coelius. Ves signifie « la montagne » en langue celtique. Toute la Franche-Comté est alors occupée par l'important peuple gaulois des Séquanes, dont Vesontio est la capitale.
- Vesontio donc, s'implante dans la boucle naturelle du Doubs de près de 1 km de diamètre, dont les habitants se servent comme rempart naturel de protection et pour le commerce fluvial, et entouré de sept collines dans une vallée encaissée.
- Vesontio est également surnommée par les Grecs Antiques Chrysopolis (qui veut dire en Grec ancien, Ville d'or ). Besançon est alors, et jusqu'au Moyen Âge, un des principaux producteurs d'or Gaulois (Or contenu dans le sable du Doubs)

## Antiquité

### Période gallo-romaine
- -58 à -51
  - Jules César annexe les Gaules qu'il unifie avec l'Empire romain et sa supériorité militaire et stratégique sur les Gaulois lui permet de prendre facilement Vesontio en -58 malgré ses importantes défenses naturelles et la relative importance de la tribu des Séquanes. Jules César souligne l'intérêt stratégique naturel de premier ordre de cette ville dans le livre qu'il rédige, La guerre des Gaules, ville que l'Empire Romain contribue à développer autant économiquement que sur le plan urbain, culturel, architectural, commercial, militaire ou encore artistique, et ceci pendant toute la période gallo-romaine.
- 68
  - Une bataille importante a lieu aux portes de la cité: Vindex, gouverneur de la province de Gaule lyonnaise, se rend à Vesontio pour empêcher Lucius Verginius Rufus, gouverneur de Germanie, de s'emparer de la capitale des Séquanes. La ville apporte son soutien à Vindex mais c'est Rufus qui gagna et pilla la ville. Cependant, l'empereur qui succéda à Néron, Galba, se souvint avoir eu l'appui de Vindex et décida de récompenser ses partisans en promouvant Vesontio en colonie romaine. Ce statut procura un certain nombre de privilèges à Vesontio, et celle-ci connut alors une époque florissante : on y construisit un forum, des arènes, des thermes, un champ de Mars (devenu aujourd'hui la promenade de "Chamars"), des temples, des marchés et un aqueduc alimentant la ville en eau.
- vers 175
  - Édification de la Porte Noire[1].
- IIe siècle
  - Le christianisme apparaît à Besançon, prêché par les martyrs Saint Ferréol et Saint Ferjeux qui périrent par le glaive en 212 sur ordre du gouverneur Romain Claude qui voit dans leur action chrétienne une source de trouble public. Les deux frères sont depuis les saints patrons de Besançon
- 300
  - À la chute de l'Empire romain, vers l'an 300, la Gaule est envahie par des tribus barbares, Francs, Germains, Burgondes, Goths, Ostrogoths, Wisigoth, Huns etc. Vesontio est alors envahie et occupée par une tribu de Francs, les Burgondes et les Alamans.
- 360
  - L'empereur Julien, de passage à Vesontio, constate le déclin de la cité.

## Moyen Âge

### Francs
- 496
  - Clovis Ier, le chef des Francs (d'origine germanique), se convertit au christianisme à Reims et se fait sacrer roi des Francs. Il fonde la première lignée des rois de France : les Mérovingiens. Sa lignée entreprend alors de réunifier une majeure partie des Gaules, dont les Séquanes de l'actuelle Franche-Comté et Vesontio qui font partie de ses premières conquêtes en soumettant les Burgondes et les Alamans (ou en les intégrant aux Séquanes) de Franche-Comté. L'implantation des Burgondes correspond à peu près à la Bourgogne (Duché de Bourgogne et Comté de Bourgogne, ce dernier correspondant à peu près à la Franche-Comté actuelle).

### Rodolphiens
- 888
  - Le Roi de France Eudes Ier féodalise le royaume des Francs et fonde le Duché de Bourgogne et le Comté d'Outre-Saône, avec pour capitale Dole, auquel est rattaché le comté de Varais (comté de Besançon). Besançon devient la capitale du Comté de Haute-Bourgogne. Il fait de Richard II de Bourgogne dit Richard le Justicier le premier Duc de Bourgogne d'une longue lignée.
  - Mort de Charles III le Gros, roi de Francie occidentale et de Francie orientale. L'Empire carolingien traverse une nouvelle crise successorale. Rodolphe Ier, fils du duc de Bourgogne transjurane Conrad II, parvient à se faire élire roi de Bourgogne transjurane par le concile d'Agaune.
- 982
  - Otte-Guillaume de Bourgogne, fils adoptif et héritier désigné de Henri Ier de Bourgogne, devient le premier Comte palatin de Bourgogne.
- 1016
  - Le dernier roi Rodolphe III de Bourgogne n'a pas d'héritier et reconnaît son neveu de la maison des Ottoniens, l'empereur germanique Henri II du Saint-Empire, comme suzerain protecteur et héritier de son royaume dont dépendent le comté de Bourgogne et d'autres seigneuries.
- Les comtes de Bourgogne vassaux Otte-Guillaume, puis son fils Renaud Ier de Bourgogne et d'autre seigneurs du royaume se révoltent alors militairement contre leur suzerain héritier allemand sans succès. Le comté de Bourgogne est alors absorbé dans le Saint-Empire romain germanique sous suzeraineté allemande et les bons serviteurs de l'Empire Germanique comme l'archevêque de Besançon Hugues Ier de Salins sont gracieusement récompensés.

### Bas Moyen Âge
- 1043

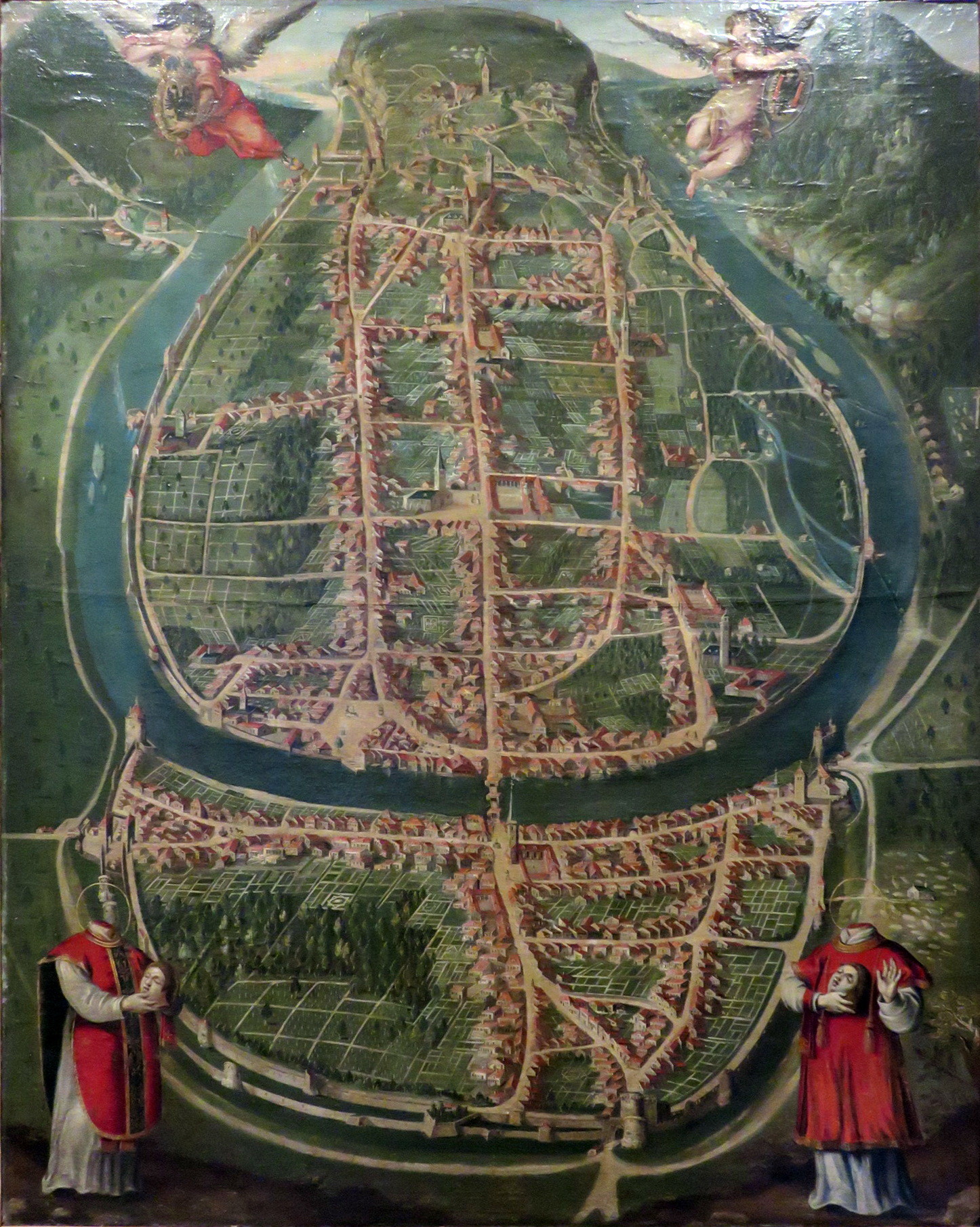
Besançon au Moyen Âge

  - La ville de Besançon devient une principauté ecclésiastique ; elle est séparée de la gouvernance du comté de Bourgogne en 1043 en tant que principauté épiscopale, ce qui fait d'elle, un état ecclésiastique dans le Saint-Empire romain. La ville est gouvernée par le Prince-Archevêque de Besançon, le premier d'entre-eux étant Hugues Ier de Salins (de 1033 à 1066).
- 1157
  - Diète de Besançon, événement qui précipite les dissensions entre le Saint-Empire romain germanique et le Saint-Siège.
- 1290
  - Après un siècle de révoltes et de luttes ainsi que deux sièges, Besançon obtient son indépendance (libertés communales) et se gouverne librement, tout en restant soumise comme tout le comté de Bourgogne à l'autorité de l'empereur. Elle devient alors la "ville libre d'Empire de Besançon" et le restera jusqu'en 1654.
- La comtesse de Bourgogne et d'Artois et pair de France Mahaut d'Artois parvient au prix de plusieurs intrigues filiales mortelles à ramener le comté de Bourgogne dans les possessions royales françaises par le mariage en 1307 de sa fille la comtesse Jeanne II de Bourgogne avec le roi Philippe V de France puis sous suzeraineté des ducs de Bourgogne qui deviennent également comte de Bourgogne par le mariage de sa petite fille la comtesse Jeanne III de Bourgogne et du duc Philippe Ier de Bourgogne.
- 1336
  - Un conflit oppose le Comté de Bourgogne et la Ville libre d'Empire de Besançon, qui se solde par un siège et une bataille.
- 1361
  - Le duc Philippe Ier de Bourgogne meurt sans héritier. Le Roi Jean II de France annexe le duché de Bourgogne puis l'octroie à son fils Philippe II de Bourgogne dit Philippe le Hardi qui se mariera à Marguerite III de Flandre. Leurs descendants dit de Valois font du duché de Bourgogne un puissant rival des rois de France. L'influence des ducs s'étend alors des Bourgognes, jusqu'au Comté d'Artois, et aux Pays-Bas bourguignons (actuel Benelux).

## Époque moderne
- 1477

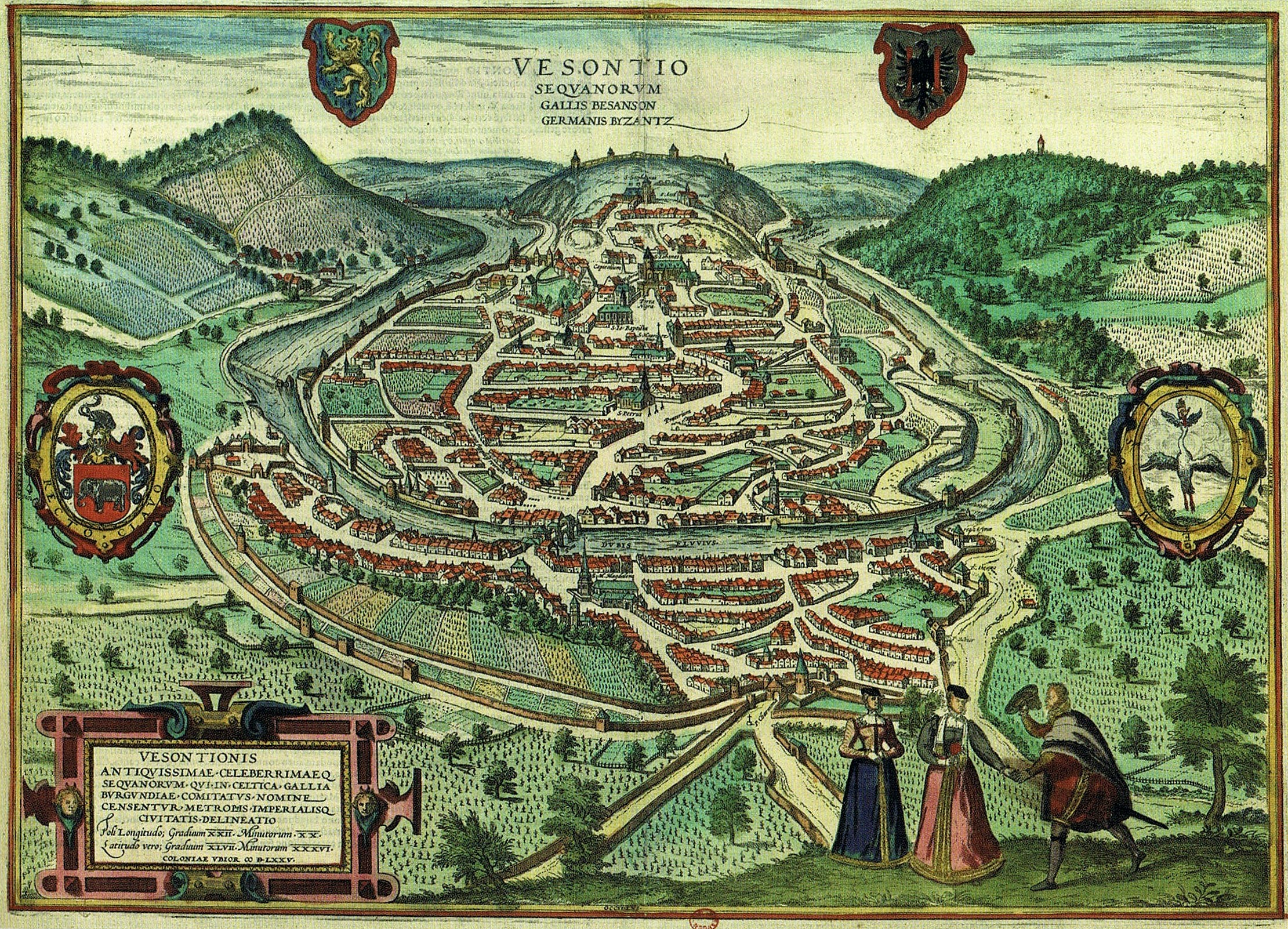
Vue cavalière de Besançon peinte par Pierre d'Argent en 1575

  - À la mort du duc de Bourgogne Charles le Téméraire à Nancy dans une bataille contre son rival René II de Lorraine, la duchesse Marie de Bourgogne, fille du premier, épouse Maximilien Ier de Habsbourg, futur Empereur du Saint Empire germanique, et lui apporte en dot les États bourguignons (Bourgogne, Comté d'Artois, Franche-Comté, et Pays-Bas bourguignons (actuel Benelux) …). Louis XI, roi de France, annexe immédiatement la Bourgogne et l'Artois, mais la Franche Comté de Bourgogne et Besançon demeurent pour 201 ans sous souveraineté des Habsbourg.
- 1496
  - À 18 ans, Philippe Ier de Habsbourg, le fils de la duchesse Marie de Bourgogne, épouse la reine Jeanne Ire d'Espagne et devient par ce mariage roi d'Espagne. La Franche-Comté et Besançon, passent sous suzeraineté des Habsbourg autrichiens et espagnols, pendant plusieurs générations avec les rois et empereurs Charles Quint, Philippe II d'Espagne, Philippe III d'Espagne, Philippe IV d'Espagne, et Charles II d'Espagne… ce qui nourrit de nombreuses guerres de tentative de récupération par les rois de France de Louis XI à Louis XIV
- 1534 à 1547
  - Construction du Palais Granvelle pour Nicolas Perrenot de Granvelle, garde des sceaux de Charles Quint.
- 1546
  - Construction de la tour de la Pelote et de la porte Rivotte.
- 1552
  - Hugues Babet publie sa Description de Besançon. Il est le premier à rédiger un livre sur l'histoire de la ville.
- 1569 à 1573
  - Édification de l'Hôtel de Ville.
- 1575
  - Bataille de Besançon entre protestants et catholiques.
- 1582
  - Édification du Palais de Justice.
- 1618
  - 12 mai, exécution de Barthélemy Labourey

- 1654

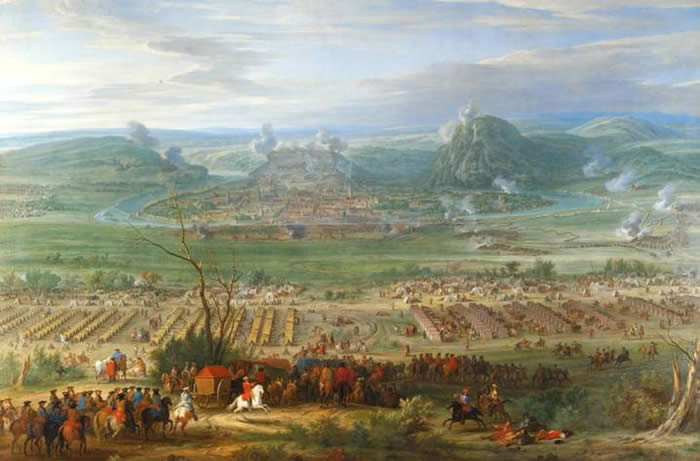
Prise de Besançon par Louis XIV en 1674

  - Par la Diète de Ratisbonne, le roi Philippe IV d'Espagne échange avec l'empereur germanique la ville allemande de Frankenthal contre Besançon, qui perd alors son statut de "ville libre impériale" et est intégrée à la Comté sous domination espagnole[2]. Luttant pour son autonomie et refusant de reconnaître son nouveau souverain, la cité décide de se constituer en tant que la ville libre de Besançon[3].
- 1664
  - Le marquis de Castel Rodrigo, gouverneur des Pays-Bas, réussit à négocier que Besançon , prenne la tête d’un nouveau bailliage composé de cent villages distraits des bailliages d'Amont et du Milieu. Mais la ratification de l’accord est ajournée du fait de disparités entre ses versions espagnole et française, notamment au sujet des cent villages[3].
- 1668
  - La ville est assiégée en février et Vauban dessine les plans d’une citadelle. Mais ce sont les Habsbourg d'Espagne qui construisent la première citadelle durant 6 ans.
- 1674
  - 20 mai - Dans le cadre de la guerre de Hollande, le maréchal de Luxembourg occupe la ville, après que Vauban en a fait le siège[4].
- 1678
  - Louis XIV réclame sans succès la Franche-Comté en dot de son mariage avec Marie-Thérèse d'Autriche (fille du roi Philippe IV d'Espagne descendant de la Duchesse Marie de Bourgogne et de l'Empereur germanique Charles Quint). Il reprend alors la Franche-Comté par la guerre à son beau-frère Charles II d'Espagne  qu'il associe à la France par les traités de Nimègue. Besançon devient capitale de la Franche-Comté et abrite, outre le parlement et l'intendance, le gouvernement militaire et l'université (transférée de Dole en 1691). Louis XIV confie alors à Vauban la mission de terminer la citadelle de Besançon (15 ans seront nécessaires pour exécuter les travaux principaux )
- 1683
  - 16 au 19 juin: visite de Louis XIV
- 1691
  - Transfert de l'université de Dole à Besançon.
- 1694
  - Création de la bibliothèque, première bibliothèque publique de France, grâce à la donation de l'abbé Boissot[5].
- 1703
  - Nicolas Chappuis est fait citoyen de Besançon pour la réalisation de la grille de l’hôpital Saint-Jacques
- 1746 à 1766
  - Construction de l'église Sainte-Madeleine.
- 1752
  - Fondation de l'Académie des Sciences, Belles-Lettres et Arts de Besançon
- 1771-1778
  - Construction de l'Hôtel des Intendants

## Époque contemporaine

### Révolution française
- 1793
  - Peu après la Révolution française, Laurent Mégevand, un horloger suisse, vient amorcer un énorme projet de manufacture de montre à Besançon pour concurrencer la puissante industrie horlogère suisse.
- 1799
  - Jeanne-Antide Thouret fonde les Sœurs de la Charité de Besançon, qui essaimeront dans le monde entier.
- 1800
  - Besançon retrouve une fonction judiciaire supérieure, perdue avec la suppression des Parlements en 1793, lorsque son tribunal d'arrondissement devient un des vingt-neuf tribunaux d'appel (cours d'appel en 1804) créés par la réforme judiciaire de l'an VIII du Premier Consul Napoléon Bonaparte.
- 1801
  - La ville retrouve son statut d’archevêché, mais celui-ci a de nouvelles frontières

### Empire
- 1808
  - L'Université de Besançon est rétablie, mais avec seulement deux facultés (Lettres et Théologie), de sorte qu'il n'est pas créée d'académie de Besançon ; les trois départements comtois sont rattachés à l'académie de Dijon.
- 1814
  - L'armée prussienne assiège Besançon le 11 janvier et maintient un blocus jusqu'au 5 mai. La ville est bien défendue par le général Marulaz mais les habitants n'approuvent pas les sacrifices que cela implique.
  - À la chute du premier empire, la ville fait partie de l'éphémère État de Franche-Comté qui regroupe la Franche-Comté, le département des Vosges et les principautés de Montbéliard et de Porrentruy. Cet état tampon créé par les coalisés, avec Vesoul comme capitale, est dirigé par le baron d'Andlaw ; il n'existera que du 27 janvier au 6 juin 1814.

### Monarchie de Juillet
- 1837
  - Le pont de Bregille est ouvert à la circulation[6].
- 1842
  - Ouverture de la rue Neuve-Saint-Pierre (actuelle rue de la République)[7].

### Deuxième République
- 1848
  - Une réforme de l'université aboutit à la création de l'académie de Besançon, qui couvre les trois départements de l'ancienne Franche-Comté.

### Second Empire
- 1856
  - Le chemin de fer arrive à Besançon[8].
- 1860
  - 24 juin - Inauguration de l'exposition "universelle" qui se tient à Besançon pour promouvoir l'horlogerie[9], alors que celle-ci fait travailler environ un quart de la population et produit environ 200 000 montres[10].
- 1862
  - Création d'une école d'horlogerie[11].
- 1868
  - Des ingénieurs des mines découvrent un important banc de sel dans une vaste nappe d'eau pouvant être exploité à titre thérapeutique près de Miserey-Salines à 7 km au nord de Besançon.
- 1871
  - En janvier-février, la place militaire défendue par le général Rolland, est mise en défense à la fin de la guerre franco-prussienne ; les avancées allemandes par Quingey et Vorges-le-Pins sont repoussées.
  - De mars à juin un projet de Commune de Besançon est conçu notamment en lien avec la Fédération jurassienne, mais il n'aboutira pas.

### Belle Époque
- 1875
  - Besançon devient la capitale de la fabrication française de montres avec environ 400 ateliers spécialisés dans l'horlogerie.
- 1877
  - Construction du pont Canot.
- 1882
  - 30 avril - inauguration du tunnel fluvial sous la citadelle.
- 1883
  - La production de montres atteint les 500 000: près de 90 % des montres françaises sont produites à Besançon[12].
- 1884
  - Invention de la soie artificielle à Besançon par le comte Hilaire de Chardonnet qui, en 1891, y installe les "Soieries" dans le quartier des Près-de-Vaux.
  - Construction de la gare de la Mouillère[13].
- 1890

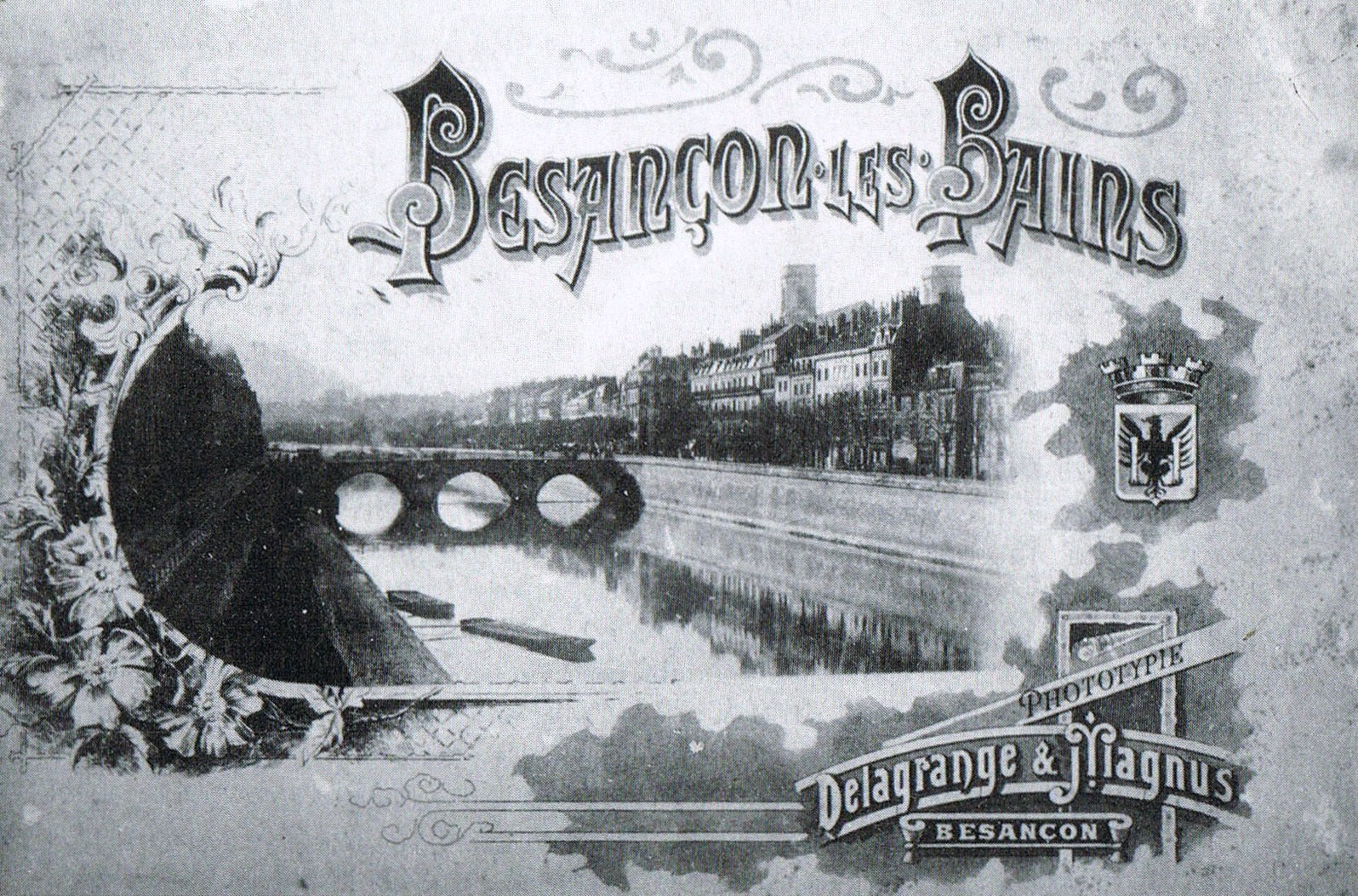
Ancienne carte postale de Besançon-les-Bains (ca. 1890-1910).

  - Ancienne carte postale de Besançon-les-Bains (ca. 1890-1910).Naissance de la ville thermale de Besançon-les-Bains : création de la Compagnie des Bains Salins de la Mouillère sur le site de la Mouillère, à deux pas du Doubs. On édifie un complexe balnéaire luxueux comprenant un établissement thermal, un Casino et l'Hôtel des Bains, le tout entouré de jardins et de parcs proches de la gare (jusqu'avant la Première Guerre mondiale ou le thermalisme passe de mode et n'est plus assez rentable. Les installations thermales sont alors entièrement détruites).
- 1891
  - L'école municipale d'horlogerie de Besançon devient école nationale.
- 1894
  - La porte de Malpas marquant l'entrée de ville par le faubourg de Tarragnoz est abattue[14].
- 1897
  - 21 mars - Mise en service du tramway.
- 1899
  - 1er juin - Accident de tramway du pont Canot: une voiture va s'écraser dans le Doubs, provoquant la mort de trois personnes et de nombreux blessés[15].
- 1900
  - La production de l'industrie horlogère s'établit à 635 000 montres.
- 1902
  - 26 février - Célébration du centenaire de la naissance de Victor Hugo[16].
  - 17 août - Inauguration de la statue de Victor Hugo sur la promenade Granvelle en présence du ministre de l'Agriculture Léon Mougeot et du ministre du Commerce Georges Trouillot[17].
- 1906
  - Manifestation place Saint-Pierre lors de l'inventaire de l'Église[18].
- 1910
  - 21 janvier - La crue centennale du Doubs atteint la cote record de 10,10 mètres (cote d'alerte à 4,20 m)[19].

- 13, 14, 15 août 1910 - Fêtes présidentielles en présence du Président de la République Armand Fallières qui inaugure la nouvelle avenue d'Helvétie, l'Hôtel des Postes et la statue de Proudhon.

- 1911
  - Création des bains-douches à Battant[21].
- 1912
  - 24 novembre - Premiers voyages publics à bord du funiculaire[22].

### Entre-deux-guerres
- 1923

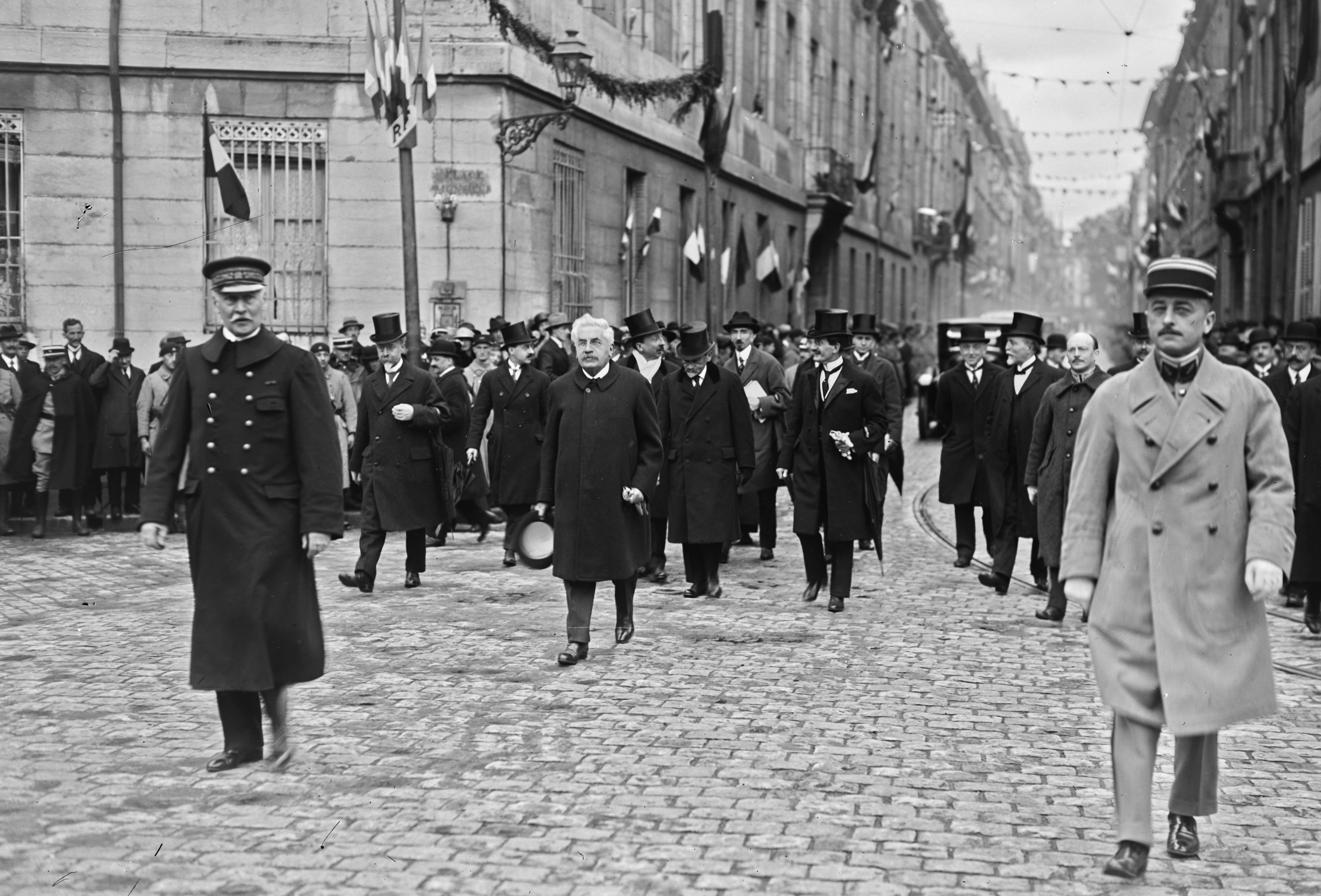
Le président Alexandre Millerand arrivant à la préfecture du Doubs (Besançon). Photographie prise le 27 mai 1923.

  -   Le président Alexandre Millerand arrivant à la préfecture du Doubs (Besançon). Photographie prise le 27 mai 1923.27 mai - Visite du Président de la République Alexandre Millerand[23].
- 1924
  - 30 novembre - Inauguration du monument aux morts en mémoire des 1531 Bisontins tués durant la Première Guerre mondiale[24].
- 1931
  - Démolition de la porte d'Arènes[25].
- 1933
  - Visite du président de la République Albert Lebrun[26].

### Seconde Guerre mondiale
- 1940
  - 16 juin - La Wehrmacht entre à Besançon qu'elle occupera durant toute la Seconde Guerre mondiale.
- 1942 à 1944
  - La citadelle de Besançon devient un site martyr : 99 résistants y sont exécutés.
- 1943
  - 16 juillet - Bombardement de la gare Viotte[27].
  - 26 septembre - 16 résistants sont fusillés à la citadelle[28].
- 1944
  - 8 septembre - La ville est libérée par les forces alliées après quatre jours de combats, qui causèrent 352 morts dont 80 Américains, 250 Allemands, 29 FFI et 29 civils[réf. nécessaire].
  - 23 septembre - Visite du Général de Gaulle.

### LeXXesiècleaprès 1945
- 1952

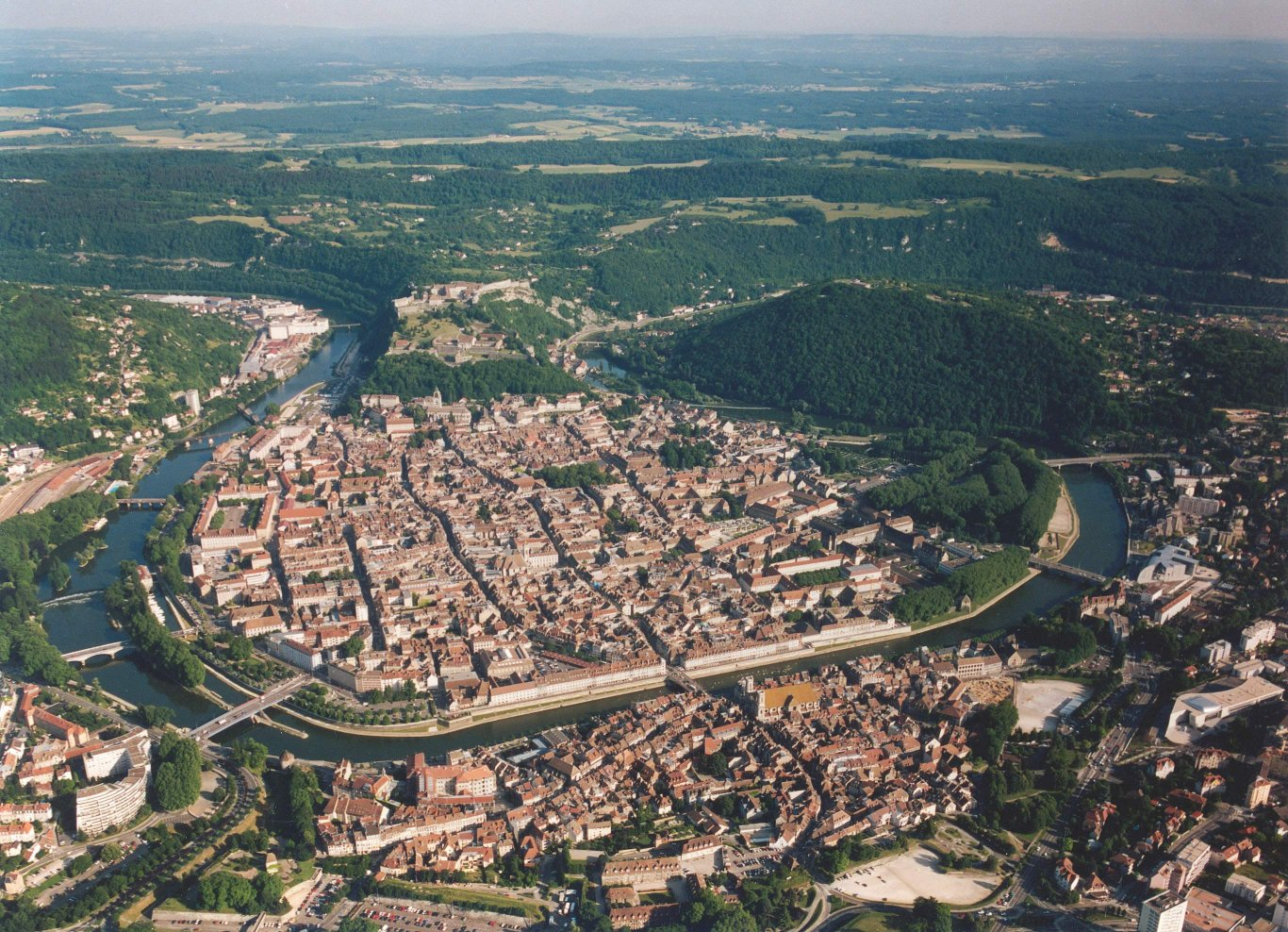
Besançon aujourd'hui.

  - 24 décembre - Disparition des tramways bisontins.
- 1953
  - Démolition du pont Battant, endommagé pendant la guerre.
- 1954
  - Tournage du film La Chartreuse de Parme avec Gérard Philipe à Besançon.
- 1956
  - Démolition de la porte Battant[29].
- 1957
  - le 26 novembre, dernière exécution à Besançon : André Lods, 24 ans est guillotiné pour le meurtre de "la fermière de Luze"[30].
- 1958
  - 29 avril - Incendie du Théâtre construit par Claude-Nicolas Ledoux. En moins d'une heure, de 5h30 à 6h30, ce joyau architectural de la ville est complètement détruit. Seules les façades extérieures sont épargnées[31].
- 1960
  - Construction de la piscine du Sport Nautique Bisontin après l'interdiction des baignades dans le Doubs[32].
- 1962
  - La gare de la Mouillère est rasée[13].
  - 17 juin - Visite du Général de Gaulle.
- 1963
  - La ville atteint 100 000 habitants.
  - La gare Viotte est reconstruite après 20 ans de structures provisoires[33].
- 1965
  - Début de la construction de la ZUP de Planoise.
- 1967
  - mars - Une grande grève éclate dans l'usine textile Rhodiacéta (une des activités industrielles importantes de la cité) : les 3200 salariés s'élèvent contre les menaces de chômage.
- 1968
  - mai - La ZUP de Planoise accueille ses premiers habitants.
- 1969
  - Destruction du bidonville des Founottes, remplacé par la cité de transit de L’Escale.
- 1970
  - 24 septembre - Le premier train à traction électrique en provenance de Dole entre en gare de Besançon à l'issue d'un voyage inaugural.
- 1971
  - 2 juin - Ouverture de la piscine municipale Mallarmé.
- 1973
  - 20 avril - Début de la célèbre affaire Lip, qui deviendra un conflit social emblématique des années 1970 et qui entrainera un élan de solidarité de la population française.
  - 29 septembre - Manifestation d'envergure (30 000 à 100 000 manifestants venus de toute la France) contre la fermeture de l'usine Lip [34]
- 1977
  - création de Radio 25, radio pirate, qui émet clandestinement.
- 1981
  - 3 juin création de Radio BIP, radio libre fondée par d'anciens membres de Radio 25.
  - 27 septembre - Première liaison Besançon-Paris en TGV.
- 1983
  - Fermeture de l'usine Rhodiacéta.
- 1984
  - 11 janvier - Ouverture de l'Hôpital Jean-Minjoz[35]
- 1985
  - 26 juin - Visite privée de la reine mère Elizabeth d'Angleterre.
- 1987
  - 30 mars - Visite du président François Mitterrand, accompagné par Charles Pasqua, Ministre de l'Intérieur[36].
  - 27 mai - Fin de l'exploitation du funiculaire[37].
  - 18 novembre - Décès de l'ancien maire Jean Minjoz.
  - 5 au 7 décembre - Mutinerie et prise d'otages à la prison de Besançon[38]: vingt et un mutins détiennent en otage pendant trois jours trois surveillants de la maison d'arrêt.
- 1988
  - 2 octobre - Attentat à l'aide d'un engin incendiaire détruisant partiellement le cinéma Le Buiding, où était projeté le film de Martin Scorsese La Dernière Tentation du Christ[39].
- 1989
  - Destruction de la Cité de L'Escale.
- 1990
  - 16 février - Besançon connait un pic de crue à 7,77 mètres (cote d'alerte à 4,20 mètres) lors des inondations les plus importantes que connaît la ville depuis l'après-guerre.
- 1992
  - 1er juillet - Massacre de Besançon : Tuerie dans l'usine Bourgeois Découpage: un homme armé d’un fusil, licencié deux mois auparavant après une période d’essai de quinze jours, fait irruption dans l'entreprise située sur la zone des Trépillots, fait feu sur le personnel, tuant six personnes et en blessant cinq autres avant de se donner la mort[40].
- 1993
  - 28 septembre - Visite du président François Mitterrand venu inaugurer la sculpture de Jorge Soler en mémoire des étrangers ayant combattu pour la Résistance française, intitulée les "Sentinelles de la mémoire"[41]
- 1995
  - 16 mai - Incendie de l'usine Superfos dans la zone des Près-de-Vaux.
- 1996
  - janvier - "affaire du cybercafé de Besançon": le 23 janvier, un cybercafé de Besançon, le Web Café, numérise et diffuse sur Internet l'ouvrage interdit du docteur Claude Gubler Le Grand Secret consacré à des révélations sur la maladie de l'ancien président François Mitterrand[42].
  - 6 mars - Visite du nouveau président Jacques Chirac[43]
  - 20 avril - Mise en service du tunnel sous la citadelle.
  - 9 juin - Manifestation de 7 000 à 12 000 personnes contre le projet du Grand Canal Rhin-Rhône[44].
  - Juillet - Le Stade Léo Lagrange accueil plusieurs matchs du championnat d'Europe de Football des moins de 18 ans dont la finale France - Espagne le 30 juillet et une victoire 1-0 des Bleuets.
- 1999
  - Ouverture du cinéma Mégarama (École Valentin)[45]

### XXIesiècle
- 2000
  - 4 juillet - Inauguration du réseau Lumière, réseau Internet pour les communications téléphoniques et informatiques des sites administratifs de la ville.
- 2001
  - 23 au 28 janvier - Le Palais des Sports accueille des matches du Mondial de handball masculin.
  - 7 mai - Émission d'un timbre touristique sur la ville.
  - novembre - Référendum local sur la question du TGV Rhin-Rhône: 70 % des habitants se prononcent en faveur d'une gare en centre-ville.
- 2002
  - 25 février - Célébration du bicentenaire de la naissance de Victor Hugo en présence du Premier Ministre Lionel Jospin et de la Ministre de la Culture Catherine Tasca qui dévoilent une plaque commémorative sur la maison natale du poète.
- 2003
  - 23 septembre - Inauguration de la rocade Nord-Ouest
  - 26 novembre - Ouverture du cinéma Marché-Beaux-Arts
- 2004
  - 23 février - Séisme de magnitude 5,1 sur l'échelle ouverte de Richter dont l'épicentre est localisé à une vingtaine de kilomètres de Besançon[46]. Immédiatement après la secousse, plusieurs quartiers de Besançon dont le centre-ville sont privés d'électricité.
  - 16 avril : découverte de mosaïques gallo-romaines bien conservées et d'une grande beauté lors des fouilles préventives du chantier du collège Lumière.
  - 24 juillet : Contre-la-montre du Tour de France, remporté par Lance Armstrong.
- 2005
  - 3 novembre - Lors des émeutes de novembre 2005, trois voitures sont incendiées dans le sous-sol d'une résidence universitaire de Planoise, coûtant la vie à Salah Gaham, un jeune gardien de 32 ans qui s'était précipité pour éteindre l'incendie. Plusieurs étudiants ont également été blessés en se défenestrant pour échapper aux flammes ou par suffocation. En mémoire de cet évènement tragique, un square Salah Gaham a été inauguré dans le quartier le 25 mars 2006.
  - 21 novembre - Lors du conseil municipal[47], le maire dresse le bilan des émeutes à Besançon: “70 faits ont été enregistrés, dont 60 incendies et 10 dégradations. Parmi les incendies, la moitié sont des incendies de voitures, 20 des incendies de poubelle et 10 des incendies divers (locaux à poubelle, cave, palette, papiers). Les quartiers où le plus de faits ont été enregistrés sont Planoise (24), Montrapon (15), Palente-Orchamps (9) et Clairs-Soleils (8)...".
- 2006
  - 5 mars - Chutes de neige record : en 24 heures, 35 à 40 centimètres recouvrent la ville[48].
  - 5 octobre - Lancement de la première édition du festival Musiques de rues.
- 2007
  - 5 janvier - Le Réseau des Sites Majeurs de Vauban, créé à l'initiative de la ville de Besançon, est retenu par le Ministère de la Culture pour représenter la France à l'inscription sur la liste du patrimoine mondial de l'Unesco[49].
- 2008
  - 17 mars au 24 mars - L'assemblée générale mondiale d’Erasmus Student Network se tient pour la première fois en France à Besançon.
  - 15 mai - Lancement de la commercialisation de bouteilles d'eau du robinet gazéifiée estampillées La Bisontine, une première en France.
  - 8 juillet - La citadelle et les fortifications de Besançon sont inscrites sur la liste du Patrimoine Mondial de l'UNESCO avec onze autres sites de Vauban en France.
- 2011
  - 8 septembre - Visite du Président de la République Nicolas Sarkozy venu inaugurer la ligne ferroviaire à grande vitesse Rhin-Rhône.
  - 1er décembre - Inauguration de la gare TGV de Besançon.
  - 11 décembre - Mise en service de la ligne ferroviaire à grande vitesse Rhin-Rhône et de la gare de Besançon Franche-Comté TGV.
- 2013
  - 5 avril - Inauguration de la Cité des Arts et de la Culture de Besançon en présence de la Ministre de la Culture Aurélie Filippetti.
- 2014
  - 30 août - Inauguration du nouveau réseau du tramway de Besançon.
- 2016
  - 5 décembre - Début de l'affaire Narumi.
- 2017
  - mars - Début de l'affaire Frédéric Péchier.
- 2018
  - 16 novembre - Réouverture et inauguration par le Président de la République Emmanuel Macron du Musée des Beaux-Arts et d'Archéologie, après quatre ans de travaux .
- 2020
  - juillet - À l'issue des élections municipales de 2020, Anne Vignot devient la première femme et la première écologiste à occuper le siège de maire de Besançon.